# Carex blinii
Carex blinii är en halvgräsart som beskrevs av Augustin Abel Hector Léveillé och Eugène Vaniot. Carex blinii ingår i släktet starrar, och familjen halvgräs.

## Underarter
Arten delas in i följande underarter:
- C. b. blinii
- C. b. shanghaiensis